# Filmjahr 1997
Liste der Filmjahre

◄◄ | ◄ | 1993 | 1994 | 1995 | 1996 | Filmjahr 1997 | 1998 | 1999 | 2000 | 2001 | ► | ►►

Weitere Ereignisse

## Ereignisse
Nach der Premiere am 1. November 1997 auf dem Tokyo International Film Festival kommt Titanic am 19. Dezember 1997 in die US-amerikanischen Kinos. In der Folge erweist sich James Camerons Film als bis dato kommerziell erfolgreichste Produktion aller Zeiten (nicht-inflationsbereinigt). Bei der Oscar-Verleihung im Folgejahr entfallen auf diesen Film 11 Auszeichnungen. Damit wird der von Ben Hur gehaltene Rekord eingestellt.
- Die Sieger der BRAVO Otto Leserwahl 1997:
  - Kategorie – männliche Filmstars: Gold Leonardo DiCaprio, Silber Will Smith, Bronze Brad Pitt
  - Kategorie – weibliche Filmstars: Gold Claire Danes, Silber Sandra Bullock, Bronze Julia Roberts

## Top 10 der erfolgreichsten Filme

### In Deutschland
Die zehn erfolgreichsten Filme an den deutschen Kinokassen nach Besucherzahlen (Stand: 9. September 2011):
| Platz | Filmtitel                                                 | Besucher  |
| ----- | --------------------------------------------------------- | --------- |
| 1.    | Men in Black                                              | 7.437.419 |
| 2.    | Bean – Der ultimative Katastrophenfilm                    | 5.825.836 |
| 3.    | Vergessene Welt: Jurassic Park                            | 5.529.788 |
| 4.    | James Bond 007 – Der Morgen stirbt nie                    | 4.477.102 |
| 5.    | Die Hochzeit meines besten Freundes                       | 3.660.665 |
| 6.    | Knockin’ on Heaven’s Door                                 | 3.595.389 |
| 7.    | Der englische Patient                                     | 3.341.863 |
| 8.    | Das fünfte Element                                        | 3.331.943 |
| 9.    | Rossini – oder die mörderische Frage, wer mit wem schlief | 3.256.658 |
| 10.   | Hercules                                                  | 3.235.096 |

### In den Vereinigten Staaten
Die zehn erfolgreichsten Filme an den US-amerikanischen Kinokassen nach Einspielergebnis in US-Dollar (Stand: 9. September 2011):
| Platz | Filmtitel                                  | Einnahmen     |
| ----- | ------------------------------------------ | ------------- |
| 1.    | Titanic                                    | $ 600.788.188 |
| 2.    | Men In Black                               | $ 250.690.539 |
| 3.    | Vergessene Welt: Jurassic Park             | $ 229.086.679 |
| 4.    | Der Dummschwätzer                          | $ 181.410.615 |
| 5.    | Air Force One                              | $ 172.956.409 |
| 6.    | Besser geht’s nicht                        | $ 148.478.011 |
| 7.    | Good Will Hunting                          | $ 138.433.435 |
| 8.    | Star Wars: Episode IV – Eine neue Hoffnung | $ 138.257.865 |
| 9.    | Die Hochzeit meines besten Freundes        | $ 127.120.029 |
| 10.   | James Bond 007 – Der Morgen stirbt nie     | $ 125.304.276 |

### Weltweit
Die zehn weltweit erfolgreichsten Filme nach Einspielergebnis in US-Dollar (Stand: 9. September 2011):
| Platz | Filmtitel                              | Einnahmen       |
| ----- | -------------------------------------- | --------------- |
| 1.    | Titanic                                | $ 1.843.201.268 |
| 2.    | Vergessene Welt: Jurassic Park         | $ 618.638.999   |
| 3.    | Men In Black                           | $ 589.390.539   |
| 4.    | James Bond 007 – Der Morgen stirbt nie | $ 333.011.068   |
| 5.    | Air Force One                          | $ 315.156.409   |
| 6.    | Besser geht’s nicht                    | $ 314.178.011   |
| 7.    | Der Dummschwätzer                      | $ 302.710.615   |
| 8.    | Die Hochzeit meines besten Freundes    | $ 299.288.605   |
| 9.    | Das fünfte Element                     | $ 263.920.180   |
| 10.   | Ganz oder gar nicht                    | $ 257.938.649   |

## Filmpreise

### Golden Globe Award
Am 19. Januar findet im Beverly Hilton Hotel in Los Angeles die Golden-Globe-Verleihung statt.
- Bestes Drama: Der englische Patient von Anthony Minghella
- Bestes Musical/Komödie: Evita von Alan Parker
- Bester Schauspieler (Drama): Geoffrey Rush in Shine – Der Weg ins Licht
- Beste Schauspielerin (Drama): Brenda Blethyn in Lügen & Geheimnisse
- Bester Schauspieler (Musical/Komödie): Tom Cruise in Jerry Maguire – Spiel des Lebens
- Beste Schauspielerin (Musical/Komödie): Madonna in Evita
- Bester Nebendarsteller: Edward Norton in Zwielicht
- Beste Nebendarstellerin: Lauren Bacall in Liebe hat zwei Gesichter
- Bester Regisseur: Miloš Forman für Larry Flynt – Die nackte Wahrheit
- Cecil B. deMille Award: Dustin Hoffman

vollständige Liste der Preisträger

### Oscar
Die Oscarverleihung findet am 24. März im Shrine Auditorium in Los Angeles statt. Moderator ist Billy Crystal
- Bester Film: Der englische Patient von Saul Zaentz
- Bester Hauptdarsteller: Geoffrey Rush in Shine – Der Weg ins Licht
- Beste Hauptdarstellerin: Frances McDormand in Fargo – Blutiger Schnee
- Bester Regisseur: Anthony Minghella für Der englische Patient
- Bester Nebendarsteller: Cuba Gooding Jr. in Jerry Maguire – Spiel des Lebens
- Beste Nebendarstellerin: Juliette Binoche in Der englische Patient
- Bester fremdsprachiger Film: Kolya von Jan Svěrák
- Ehrenoscar: Michael Kidd

vollständige Liste der Preisträger

### Filmfestspiele von Cannes
Das Festival beginnt am 7. Mai und endet am 18. Mai. Die Jury unter Präsidentin Isabelle Adjani vergibt folgende Preise:
- Goldene Palme: Der Geschmack der Kirsche von Abbas Kiarostami und Der Aal von Shohei Imamura
- Bester Schauspieler: Sean Penn in Alles aus Liebe
- Beste Schauspielerin: Kathy Burke in Nil by Mouth
- Beste Regie: Wong Kar-Wai für Happy Together
- Großer Preis der Jury: Das süße Jenseits von Atom Egoyan

vollständige Liste der Preisträger

### Internationale Filmfestspiele Berlin
Das Festival beginnt am 13. Februar und endet am 24. Februar. Die Jury unter Präsident Jacques Lang vergibt folgende Preise:
- Goldener Bär: Larry Flynt – Die nackte Wahrheit von Miloš Forman
- Bester Schauspieler: Leonardo DiCaprio in William Shakespeares Romeo + Julia
- Beste Schauspielerin: Juliette Binoche in Der englische Patient
- Bester Regisseur: Eric Heumann für Port Djema

vollständige Liste der Preisträger

### Filmfestspiele von Venedig
Das Festival beginnt am 27. August und endet am 6. September. Die Jury unter Präsidentin Jane Campion vergibt folgende Preise:
- Goldener Löwe: Hana-Bi – Feuerblume von Takeshi Kitano
- Bester Schauspieler: Wesley Snipes in One Night Stand
- Beste Schauspielerin: Robin Tunney in Niagara, Niagara

vollständige Liste der Preisträger

### Europäischer Filmpreis
Die Verleihung findet am 24. März in Berlin statt. Moderatorin ist Tania Bryer
- Bester Film: Ganz oder gar nicht von Uberto Pasolini
- Bester Hauptdarsteller: Bob Hoskins in 24 7: Twenty Four Seven
- Beste Hauptdarstellerin: Juliette Binoche in Der englische Patient
- Beste Kamera: John Seale für Der englische Patient
- Besters Drehbuch: Mein Leben in Rosarot von Chris Vander Stappen und Alain Berliner

vollständige Liste der Preisträger

### Deutscher Filmpreis
Die Verleihung findet am 6. Juni in Berlin statt. Moderatorin ist Sabine Christiansen
- Bester Film: Rossini von Helmut Dietl
- Bester Hauptdarsteller: Jürgen Vogel in Das Leben ist eine Baustelle
- Beste Hauptdarstellerin: Sylvie Testud in Jenseits der Stille
- Bester Nebendarsteller: Moritz Bleibtreu in Knockin’ on Heaven’s Door
- Beste Nebendarstellerin: Martina Gedeck in Das Leben ist eine Baustelle und Meret Becker in Rossini

vollständige Liste der Preisträger

### César
Die Verleihung findet am 8. Februar in Paris statt. Moderatorin ist Annie Girardot
- Bester Film: Ridicule – Von der Lächerlichkeit des Scheins von Patrice Leconte
- Bester Hauptdarsteller: Philippe Torreton in Hauptmann Conan und die Wölfe des Krieges
- Beste Hauptdarstellerin: Fanny Ardant in Auch Männer mögen's heiß
- Bester Nebendarsteller: Jean-Pierre Darroussin in Typisch Familie!
- Beste Nebendarstellerin: Catherine Frot in Typisch Familie!
- Bester Regisseur: Patrice Leconte für Ridicule – Von der Lächerlichkeit des Scheins
- Bester ausländischer Film: Breaking the Waves von Lars von Trier

vollständige Liste der Preisträger

### British Academy Film Award
Die Verleihung findet am 29. April in der Royal Albert Hall, London statt.
- Bester Film: Der englische Patient von Saul Zaentz, Anthony Minghella
- Bester nicht-englischer Film: Ridicule – Von der Lächerlichkeit des Scheins von Patrice Leconte
- Bester Hauptdarsteller: Geoffrey Rush in Shine – Der Weg ins Licht
- Beste Hauptdarstellerin: Brenda Blethyn in Lügen & Geheimnisse
- Bester Nebendarsteller: Paul Scofield in Hexenjagd
- Beste Nebendarstellerin: Juliette Binoche in Der englische Patient

vollständige Liste der Preisträger

### Sundance
Das Festival beginnt am 16. Januar und endet am 26. Januar.
- Beste Dokumentation: Girls Like Us von Jane Wagner und Tina Di Feliciantonio
- Bestes Drama: Sunday von Jonathan Nossiter
- Bester Regisseur (Doku): Arthur Dong für Licensed to Kill
- Bester Regisseur (Drama): Morgan J. Freeman für Hurricane
- Publikumspreis (Doku): Monte Bramer für Paul Monette: The Brink of Summer's End
- Publikumspreis (Drama): Morgan J. Freeman für Hurricane und Theodore Witcher für Love Jones

vollständige Liste der Preisträger

### New York Film Critics Circle Award
- Bester Film: L.A. Confidential von Curtis Hanson
- Beste Regie: Curtis Hanson für L.A. Confidential
- Bester Hauptdarsteller: Peter Fonda in Ulee’s Gold
- Beste Hauptdarstellerin: Julie Christie in Liebesflüstern
- Bester Nebendarsteller: Burt Reynolds in Boogie Nights
- Beste Nebendarstellerin: Joan Cusack in In & Out
- Beste Kamera: Roger Deakins für Kundun
- Bester ausländischer Film: Ponette von Jacques Doillon

### National Board of Review
- Bester Film: L.A. Confidential von Curtis Hanson
- Beste Regie: Curtis Hanson für L.A. Confidential
- Bester Hauptdarsteller: Jack Nicholson in Besser geht’s nicht
- Beste Hauptdarstellerin: Helena Bonham Carter in Wings of the Dove – Die Flügel der Taube
- Bester Nebendarsteller: Greg Kinnear in Besser geht’s nicht
- Beste Nebendarstellerin: Anne Heche in Donnie Brasco und Wag the Dog
- Bestes Schauspielensemble: Das süße Jenseits von Atom Egoyan
- Bester fremdsprachiger Film: Shall we dance? von Masayuki Suo

### Los Angeles Film Critics Association Awards
- Bester Film: L.A. Confidential von Curtis Hanson
- Beste Regie: Curtis Hanson für L.A. Confidential
- Bester Hauptdarsteller: Robert Duvall in Apostel!
- Beste Hauptdarstellerin: Helena Bonham Carter in Wings of the Dove – Die Flügel der Taube
- Bester Nebendarsteller: Burt Reynolds in Boogie Nights
- Beste Nebendarstellerin: Julianne Moore in Boogie Nights
- Bester fremdsprachiger Film: Das Versprechen von Jean-Pierre und Luc Dardenne

### Jupiter
- Bester Film international: Independence Day von Roland Emmerich
- Bester deutscher Film: Männerpension von Detlev Buck
- Bester Regisseur: Roland Emmerich für Independence Day
- Bester Darsteller: Nicolas Cage in Leaving Las Vegas und The Rock – Fels der Entscheidung
- Beste Darstellerin: Sandra Bullock in Die Jury und Das Netz

### Weitere Filmpreise und Auszeichnungen
- AFI Life Achievement Award: Martin Scorsese
- Amanda: Junk Mail – Wenn der Postmann gar nicht klingelt von Pål Sletaune (Bester norwegischer Film), Independence Day von Roland Emmerich (Bester ausländischer Film)
- American Comedy Awards: Nathan Lane in The Birdcage – Ein Paradies für schrille Vögel (Lustigster Hauptdarsteller), Frances McDormand in Fargo (Lustigste Hauptdarstellerin), Cuba Gooding junior in Jerry Maguire – Spiel des Lebens (Lustigster Nebendarsteller), Dianne Wiest in The Birdcage – Ein Paradies für schrille Vögel
- American Society of Cinematographers Award: Russell Carpenter für Titanic
- Astor de Oro: Tango-Fieber von Sally Potter
- Australian Film Institute Award: Kiss or Kill von Bill Bennett (Bester australischer Film), Lügen und Geheimnisse von Mike Leigh (Bester ausländischer Film)
- Bodil: Breaking the Waves von Lars von Trier
- Chlotrudis Awards: Sling Blade – Auf Messers Schneide von Billy Bob Thornton
- David di Donatello: Atempause (Bester italienischer Film) und Ridicule – Von der Lächerlichkeit des Scheins (Bester ausländischer Film)
- Deutscher Kritikerpreis: Helke Misselwitz
- Directors Guild of America Award: Anthony Minghella für Der englische Patient, Stanley Kubrick (Lebenswerk)
- Ernst-Lubitsch-Preis: Harald Dietl für Rossini – oder die mörderische Frage, wer mit wem schlief
- Evening Standard British Film Award: Richard III. von Richard Loncraine
- Genie Award: Das süße Jenseits von Atom Egoyan
- Gilde-Filmpreis: Der englische Patient von Anthony Minghella (Gold ausländischer Film), Lügen und Geheimnisse von Mike Leigh (Silber ausländischer Film), Jenseits der Stille von Caroline Link und Rossini – oder die mörderische Frage, wer mit wem schlief von Helmut Dietl (beide Gold deutscher Film)
- Goldene Tulpe (Istanbul): Der König der Masken von Wu Tianming
- Goya: Tesis – Der Snuff-Film von Alejandro Amenábar
- Guldbagge: Hamsun von Jan Troell
- Independent Spirit Awards 1997: Fargo von Ethan und Joel Coen (Bester Film) und Lügen und Geheimnisse von Mike Leigh (Bester ausländischer Film)
- Internationales Filmfestival Karlovy Vary: Mein Leben in Rosarot von Alain Berliner
- Konrad-Wolf-Preis: Volker Schlöndorff
- Louis-Delluc-Preis: Das Leben ist ein Chanson von Alain Resnais und Marius und Jeannette von Robert Guédiguian
- Internationales Filmfestival Moskau: Marvins Töchter von Jerry Zaks
- MTV Movie Awards: Scream – Schrei! von Wes Craven
- Nastro d’Argento: Luna e l'altra von Maurizio Nichetti und Lügen und Geheimnisse von Mike Leigh
- National Society of Film Critics Award: Breaking the Waves von Lars von Trier
- People’s Choice Award: Independence Day von Roland Emmerich (Bestes Filmdrama), Der verrückte Professor von Tom Shadyac (Beste Filmkomödie), Mel Gibson (Populärster Schauspieler), Sandra Bullock (Populärste Schauspielerin)
- Political Film Society Award für Demokratie: Red Corner – Labyrinth ohne Ausweg von Jon Avnet
- Political Film Society Award für Frieden: Sieben Jahre in Tibet (1997) von Jean-Jacques Annaud
- Political Film Society Award für Menschenrechte: Rosewood Burning von John Singleton
- Preis der deutschen Filmkritik: Not a Love Song von Jan Ralske
- Prix Lumières: Ridicule – Von der Lächerlichkeit des Scheins von Patrice Leconte
- Robert: Breaking the Waves von Lars von Trier (Bester dänischer Film), Der Postmann von Michael Radford (Bester ausländischer Film)
- Festival Internacional de Cine de Donostia-San Sebastián: Das Leben ist ein Spiel von Claude Chabrol (Goldene Muschel)
- Satellite Awards: Titanic (Bester Film/Drama) und Besser geht’s nicht (Bester Film/Komödie-Musical)
- Screen Actors Guild Awards: Geoffrey Rush für Shine – Der Weg ins Licht und Frances McDormand für Fargo; Preis für das Lebenswerk: Angela Lansbury
- Tokyo Sakura Grand Prix: Jenseits der Stille von Caroline Link und Der perfekte Kreis von Ademir Kenovic
- Toronto International Film Festival: The Hanging Garden von Thom Fitzgerald (Publikumspreis)
- Vancouver International Film Festival: Jenseits der Stille von Caroline Link
- Internationales Filmfestival Warschau: Ganz oder gar nicht von Peter Cattaneo (Publikumspreis)
- World Film Festival: Kinder des Himmels von Majid Majidi (Grand Prix of the Americas)
- Writers Guild of America Award: Fargo von Ethan und Joel Coen (Bestes Originaldrehbuch), Sling Blade – Auf Messers Schneide von Billy Bob Thornton (Bestes adaptiertes Drehbuch)

## Geburtstage

### Januar bis Juni
- 05. Januar: Dario Flick, deutscher Musiker und Schauspieler
- 11. Januar: Luna Schweiger, deutsche Schauspielerin
- 14. Januar: Joey Luthman, US-amerikanischer Schauspieler

- 08. Februar: Kathryn Newton, US-amerikanische Schauspielerin
- 10. Februar: Chloë Grace Moretz, US-amerikanische Schauspielerin
- 11. Februar: Lisa Vicari, deutsche Nachwuchsschauspielerin
- 12. Februar: Nele Guderian, deutsche Schauspielerin
- 25. Februar: Isabelle Fuhrman, US-amerikanische Schauspielerin

- 04. März: Leonie Brill, deutsche Schauspielerin
- 15. März: Fiona Hauser, österreichische Schauspielerin
- 27. März: Zora Achtnich, deutsche Schauspielerin

- 01. April: Asa Butterfield, britischer Schauspieler
- 09. April: Kaspar Simonischek, österreichischer Schauspieler
- 15. April: Maisie Williams, britische Schauspielerin
- 16. April: Hugo Gießler, deutscher Schauspieler
- 22. April: Joël Eisenblätter, deutscher Schauspieler
- 23. April: Alex Ferris, kanadischer Schauspieler

- 01. Mai: Ariel Gade, US-amerikanische Schauspielerin
- 09. Mai: Zane Huett, US-amerikanischer Schauspieler
- 11. Mai: Lana Condor, vietnamesisch-amerikanische Schauspielerin
- 14. Mai: Luka Andres, deutscher Synchronsprecher und Schauspieler
- 28. Mai: Lucas Leppert, deutscher Schauspieler

- 03. Juni: Louis Hofmann, deutscher Schauspieler
- 18. Juni: Max Records, US-amerikanischer Schauspieler
- 19. Juni: Malaya Stern Takeda, US-amerikanisch-japanische Schauspielerin

### Juli bis Dezember
- 02. Juli: Jackson Odell, US-amerikanischer Schauspieler († 2018)
- 04. Juli: Jason Spevack, kanadischer Schauspieler
- 22. Juli: Tom Gronau, deutscher Schauspieler

- 02. August: Christina Robinson, US-amerikanische Schauspielerin
- 03. August: Emilia Bernsdorf, deutsche Schauspielerin
- 05. August: Olivia Holt, US-amerikanische Schauspielerin und Sängerin
- 05. August: Adam Irigoyen, US-amerikanischer Schauspieler und Synchronsprecher
- 10. August: Sara Takatsuki, japanische Sängerin und Schauspielerin
- 16. August: Piper Curda, US-amerikanische Schauspielerin
- 19. August: Joseph Castanon, US-amerikanischer Schauspieler
- 19. August: Julian Rehrl, deutscher Schauspieler und Synchronsprecher
- 24. August: Amber Bongard, deutsche Schauspielerin
- 25. August: Bryana Salaz, US-amerikanische Schauspielerin und Sängerin
- 29. August: Nina Monka, deutsche Schauspielerin

- 08. September: Sydney Scotia, amerikanische Schauspielerin
- 10. September: Enya Elstner, deutsche Schauspielerin
- 12. September: Sydney Sweeney, US-amerikanische Schauspielerin
- 19. September: Erika Karata, japanische Schauspielerin
- 29. September: Nicola-Rabea Langrzik, deutsche Schauspielerin

- 02. Oktober: Alina Freund, deutsche Schauspielerin
- 02. Oktober: Sarah Mahita, deutsche Schauspielerin
- 05. Oktober: Henrieke Fritz, deutsche Schauspielerin
- 06. Oktober: Honor Swinton Byrne, britische Schauspielerin
- 07. Oktober: Kira Kosarin, US-amerikanische Schauspielerin und Sängerin
- 08. Oktober: Bella Thorne, US-amerikanische Schauspielerin
- 14. Oktober: Hans-Laurin Beyerling, deutscher Kinderschauspieler
- 17. Oktober: Gina Stiebitz, deutsche Schauspielerin
- 28. Oktober: Sierra McCormick, US-amerikanische Schauspielerin
- 31. Oktober: Itzan Escamilla, spanischer Schauspieler
- 31. Oktober: Holly Taylor, kanadische Schauspielerin

- 06. November: Hero Fiennes Tiffin, britischer Schauspieler
- 26. November: Soluna-Delta Kokol, deutsch-jamaikanische Schauspielerin
- 26. November: Béla Gabor Lenz, deutscher Schauspieler

- 15. Dezember: Lina Larissa Strahl, deutsche Schauspielerin und Sängerin
- 26. Dezember: Lisa-Marie Koroll, deutsche Schauspielerin
- 29. Dezember: Aimee Richardson, britische Schauspielerin

### Tag unbekannt
- Oskar Bökelmann, deutscher Schauspieler
- Anouk Elias, deutsch-schweizerische Schauspielerin
- Melina Fabian, deutsche Schauspielerin
- Pablo Grant, deutscher Schauspieler und Rapper († 2024)
- Caroline Hartig, deutsche Schauspielerin
- Arne Kertész, deutscher Schauspieler
- Jochanah Mahnke, deutsche Schauspielerin
- Bianca Nawrath, deutsche Schauspielerin
- Gareth McGregor, deutsch-amerikanischer Schauspieler
- Tobias Schäfer, deutscher Schauspieler

## Verstorbene

### Januar bis März
- 01. Januar: Hans-Martin Majewski, deutscher Filmkomponist (* 1911)
- 04. Januar: William Lancaster, US-amerikanischer Drehbuchautor und Produzent (* 1947)
- 10. Januar: Sheldon Leonard, US-amerikanischer Schauspieler, Produzent und Regisseur (* 1907)
- 14. Januar: King Hu, taiwanesischer Regisseur (* 1931)
- 19. Januar: Wilmut Borell, deutscher Schauspieler (* 1922)
- 20. Januar: Hiram Keller, US-amerikanischer Schauspieler (* 1944)
- 24. Januar: Suzy Vernon, französische Schauspielerin (* 1901)
- 31. Januar: Heiner Carow, deutscher Regisseur (* 1929)

Februar
- 06. Februar: Herbert Propst, österreichischer Schauspieler (* 1928)
- 07. Februar: Allan Edwall, schwedischer Schauspieler (* 1924)
- 11. Februar: Don Porter, US-amerikanischer Schauspieler (* 1912)
- 12. Februar: James Cossins, britischer Schauspieler (* 1933)
- 23. Februar: Frank Launder, britischer Drehbuchautor, Regisseur und Produzent (* 1906)
- 26. Februar: David Doyle, US-amerikanischer Schauspieler (* 1929)

März
- 04. März: Carey Loftin, US-amerikanischer Stuntman (* 1914)
- 08. März: Paul Préboist, französischer Schauspieler (* 1927)
- 08. März: Alexander Salkind, US-amerikanischer Produzent (* 1921)
- 13. März: Ronald Fraser, britischer Schauspieler (* 1930)
- 14. März: Jurek Becker, deutscher Schriftsteller und Drehbuchautor (* 1937)
- 14. März: Fred Zinnemann, österreichischer Regisseur (* 1907)
- 29. März: Hans Quest, deutscher Schauspieler und Regisseur (* 1915)

### April bis Juni
April
- 02. April: Carlo Böhm, österreichischer Schauspieler (* 1917)
- 04. April: Sugimura Haruko, japanische Schauspielerin (* 1909)
- 06. April: Rosita Serrano, chilenische Sängerin und Schauspielerin (* 1914)
- 26. April: John Beal, US-amerikanischer Schauspieler (* 1909)

Mai
- 01. Mai: Bo Widerberg, schwedischer Regisseur (* 1930)
- 05. Mai: Walter Gotell, deutscher Schauspieler (* 1924)
- 06. Mai: Günther Jerschke, deutscher Schauspieler und Synchronsprecher (* 1921)
- 09. Mai: Marco Ferreri, italienischer Regisseur (* 1928)
- 16. Mai: Giuseppe De Santis, italienischer Regisseur (* 1917)
- 18. Mai: Bridgette Andersen, US-amerikanische Schauspielerin (* 1975)
- 24. Mai: Edward Mulhare, US-amerikanischer Schauspieler (* 1923)
- 27. Mai: Walter Janowitz, US-amerikanischer Schauspieler (* 1913)
- 29. Mai: Herbert Weicker, deutscher Schauspieler und Synchronsprecher (* 1921)

Juni
- 14. Juni: Helmut Fischer, deutscher Schauspieler (* 1926)
- 14. Juni: Richard Jaeckel, US-amerikanischer Schauspieler (* 1926)
- 16. Juni: Michael O’Herlihy, irischer Film- und Fernsehregisseur sowie Produzent (* 1929)
- 19. Juni: Olga Georges-Picot, französische Schauspielerin (* 1944)
- 24. Juni: Brian Keith, US-amerikanischer Schauspieler (* 1921)
- 25. Juni: Jacques Cousteau, französischer Dokumentarfilmer (* 1910)
- 29. Juni: William Hickey, US-amerikanischer Schauspieler (* 1927)

### Juli bis September

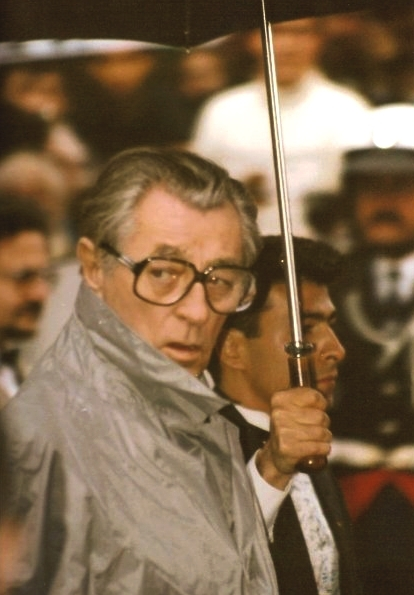
Robert Mitchum (1917–1997)

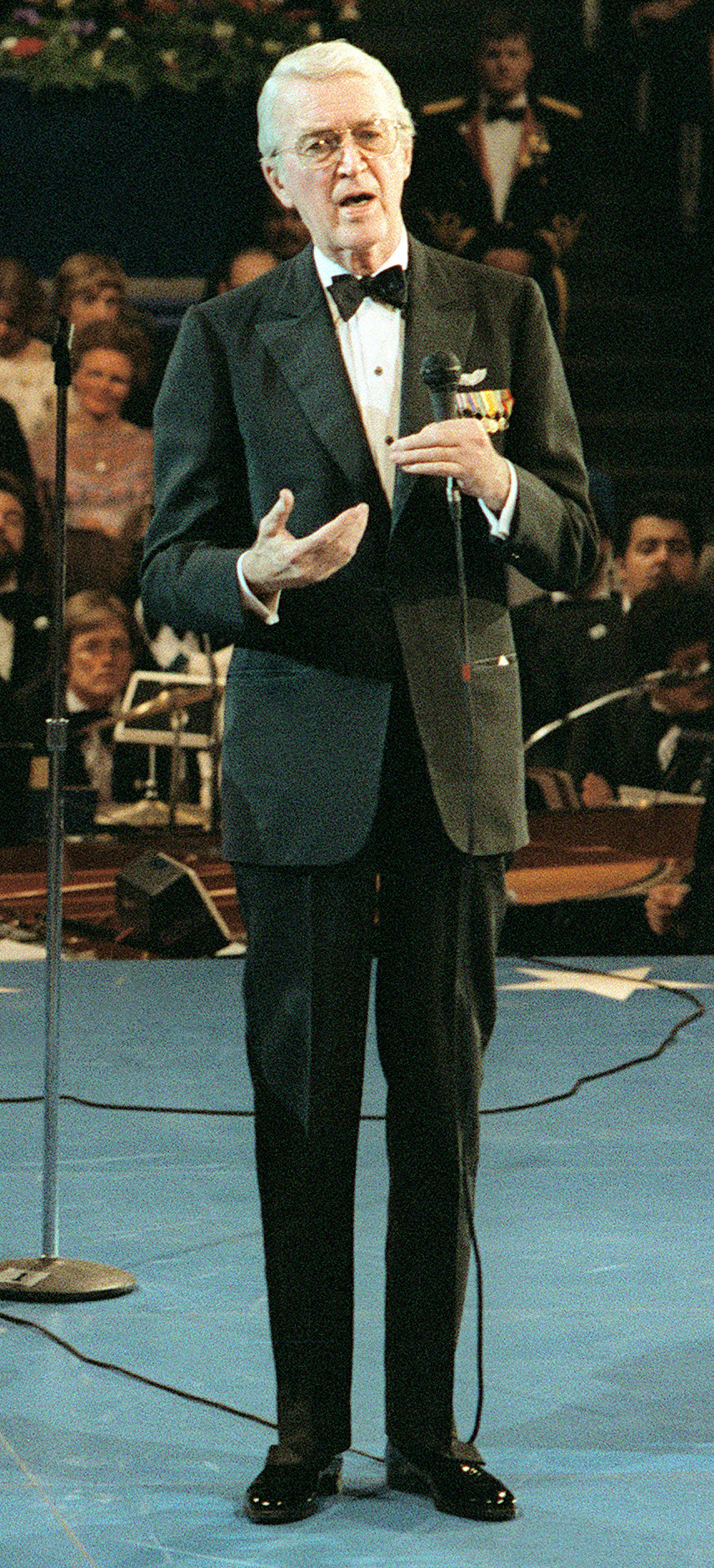
James Stewart (1908–1997)

- 01. Juli: Robert Mitchum, US-amerikanischer Schauspieler (* 1917)
- 02. Juli: James Stewart, US-amerikanischer Schauspieler (* 1908)
- 08. Juli: Tony Thomas, britisch-US-amerikanischer Filmhistoriker und Produzent (* 1927)
- 10. Juli: Chetan Anand, indischer Regisseur (* 1915)
- 16. Juli: William H. Reynolds, US-amerikanischer Filmeditor (* 1910)
- 23. Juli: David Warbeck, neuseeländischer Schauspieler (* 1941)
- 24. Juli: Brian Glover, britischer Schauspieler und Drehbuchautor (* 1934)

August
- 08. August: Orville Hampton, US-amerikanischer Drehbuchautor (* 1917)
- 10. August: Jean-Claude Lauzon, kanadischer Regisseur (* 1953)
- 12. August: Dick Marx, US-amerikanischer Komponist (* 1924)
- 21. August: Juri Wladimirowitsch Nikulin, russischer Clown und Schauspieler (* 1921)
- 24. August: Werner Abrolat, deutscher Schauspieler (* 1924)
- 25. August: Camilla Spira, deutsche Schauspielerin (* 1906)
- 26. August: Marcello Aliprandi, italienischer Regisseur (* 1938)
- 27. August: Sally Blane, US-amerikanische Schauspielerin (* 1910)

September
- 09. September: Burgess Meredith, US-amerikanischer Schauspieler (* 1907)
- 10. September: George Schaefer, US-amerikanischer Regisseur (* 1920)
- 16. September: Terence Cooper, nordirischer Schauspieler (* 1933)
- 16. September: Gerry Turpin, britischer Kameramann (* 1925)
- 17. September: Red Skelton, US-amerikanischer Schauspieler (* 1913)
- 20. September: Kurt Gloor, schweizerischer Regisseur (* 1942)
- 21. September: Jennifer Holt, US-amerikanische Schauspielerin (* 1920)
- 21. September: Hermine Diethelm, österreichische Filmeditorin (* 1915)
- 26. September: Samuel A. Taylor, US-amerikanischer Drehbuchautor (* 1912)

### Oktober bis Dezember

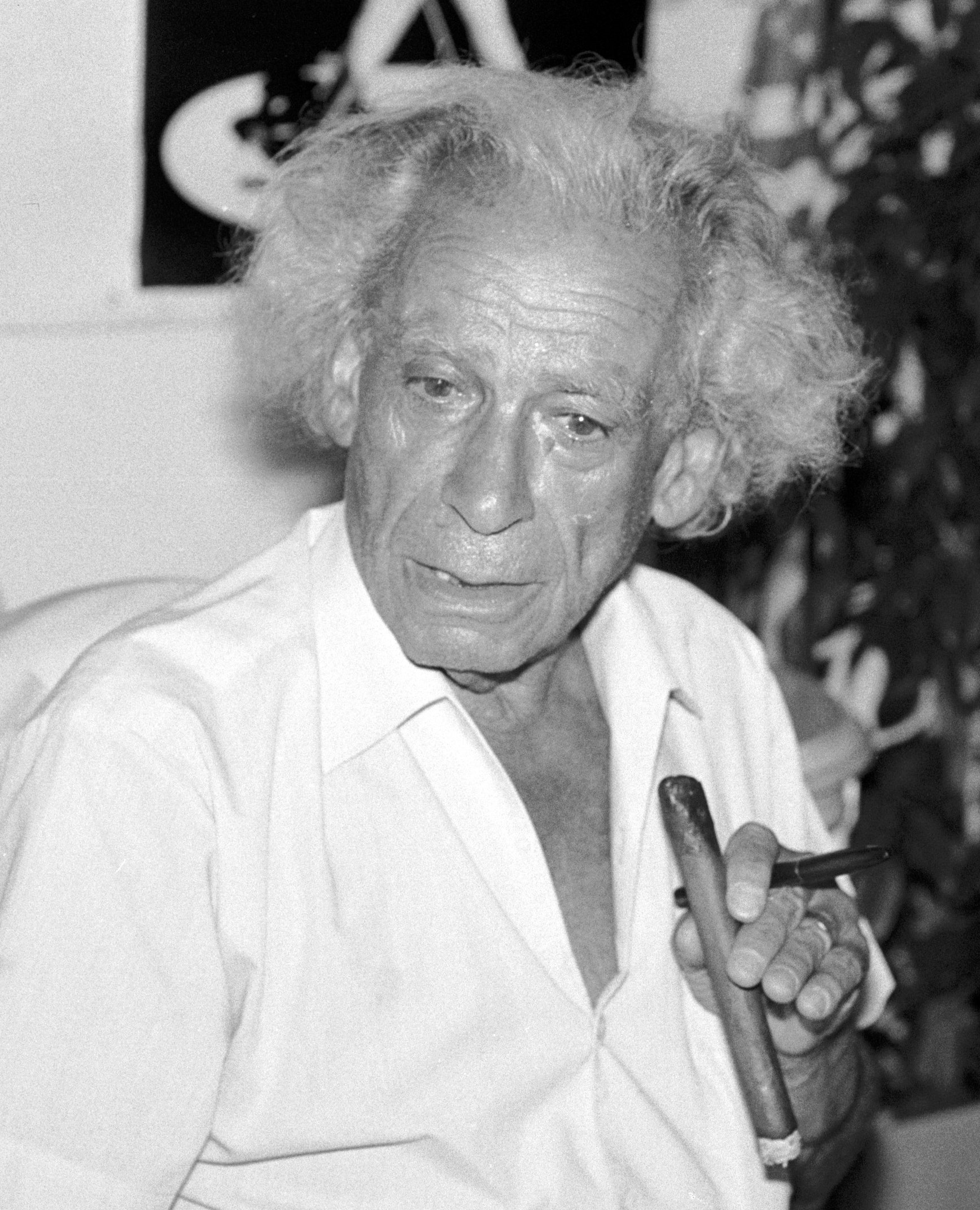
Samuel Fuller (1912–1997)

- 03. Oktober: John Ashley, US-amerikanischer Schauspieler und Produzent (* 1934)
- 03. Oktober: Walter Baumgartner, schweizerischer Filmkomponist (* 1904)
- 03. Oktober: Jarl Kulle, schwedischer Schauspieler (* 1927)
- 05. Oktober: Andrew Keir, britischer Schauspieler (* 1926)
- 10. Oktober: Harold French, britischer Schauspieler (* 1897)
- 10. Oktober: Hans-Joachim Kasprzik, deutscher Regisseur (* 1928)
- 15. Oktober: Henryk Bista, polnischer Schauspieler (* 1934)
- 30. Oktober: Samuel Fuller, US-amerikanischer Regisseur und Drehbuchautor (* 1912)
- 31. Oktober: Tadeusz Janczar, polnischer Schauspieler (* 1926)

November
- 11. November: William Alland, US-amerikanischer Produzent (* 1916)
- 13. November: Dietrich Lohmann, deutscher Kameramann (* 1943)
- 15. November: Saul Chaplin, US-amerikanischer Komponist (* 1912)
- 16. November: George O. Petrie, US-amerikanischer Schauspieler (* 1912)
- 21. November: Erna Raupach-Petersen, deutsche Volksschauspielerin (* 1904)
- 25. November: Charles Hallahan, US-amerikanischer Schauspieler (* 1943)
- 26. November: Erna Fentsch, deutsche Schauspielerin und Drehbuchautorin (* 1909)
- 28. November: Georges Marchal, französischer Schauspieler (* 1920)
- 30. November: Françoise Prévost, französische Schauspielerin (* 1930)

Dezember
- 14. Dezember: Stubby Kaye, US-amerikanischer Entertainer und Schauspieler (* 1918)
- 15. Dezember: Jaromír Borek, österreichischer Schauspieler (* 1928)
- 18. Dezember: Chris Farley, US-amerikanischer Komiker und Schauspieler (* 1964)
- 23. Dezember: Stanley Cortez, US-amerikanischer Kameramann (* 1908)
- 24. Dezember: Toshirō Mifune, japanischer Schauspieler (* 1920)
- 25. Dezember: Denver Pyle, US-amerikanischer Schauspieler (* 1920)